# 食料自給率
食料自給率（しょくりょうじきゅうりつ）とは、1国内で消費される食料のうち、どの程度が国内産でまかなわれているかを表す指標。食料を省略して自給率と言われる場合もある。

## 指標の種類
食料自給率には総合食料自給率と品目別自給率とがある。

### 総合食料自給率
総合食料自給率とは個別の品目ではなく食料全体を通した一定のものさしで計算される食料自給率をいう。
総合食料自給率にはカロリーベース総合食料自給率と生産額ベース総合食料自給率との2種類がある。
カロリーベース総合自給率
カロリーベース総合食料自給率は熱量換算で指標化した食料自給率である。
- カロリーベース総合自給率　＝　1人1日当たり国産供給熱量　÷　1人1日当たり供給熱量[1]
  - 国産供給熱量　＝　純食料　×　単位カロリー国産単価　×　品目別自給率（　×　飼料自給率・原料自給率）[1]
    - 純食料　＝（国内生産量　－　輸出量）　＋　（輸入量　－　非食用　－　減耗　－　非可食部分）[1]
    - 畜産物の飼料の多くに輸入飼料をあてている場合には生産が成立しないので飼料自給率を乗じる[1]。加工品については原料自給率を乗じる[1]。

  - 供給熱量　＝　純食料　×　単位カロリー[1]
  - なお、国民1人1日当たりの供給カロリーとは国産供給カロリー　+　輸入供給カロリー　+　ロス廃棄カロリーの和である[2]。

生産額ベース総合食料自給率
生産額ベース総合食料自給率は金額換算で指標化した食料自給率である。
- 生産額ベース総合食料自給率　＝　国内生産額　÷　国内消費仕向額[1]
  - 国内生産額　＝　食料（国産）　×　国産単価（－　輸入飼料額・輸入原料額）[1]
    - 畜産物の飼料の多くに輸入飼料をあてている場合には生産が成立しないので輸入飼料額を控除する[1]。加工品については輸入原料額を控除する[1]。

  - 国内消費仕向額　＝　食料　×　単価[1]

### 品目別自給率
小麦や米など、特定の品目ごとの食料自給率である。算出にあたっては、品目の重量を使用する（重量ベース）。
- 品目別自給率　＝　国内生産量　÷　国内の消費仕向量[1]
  - 国内消費仕向量　＝（国内生産量　－　輸出量）＋　輸入量[1]

### 国際連合食糧農業機関の指標
国際連合食糧農業機関（FAO）のwebサイトにあるFood Balance Sheet: A Handbook（食品バランスシートハンドブック）IV. Applications and Uses for Food Balance Sheets Data（4章　食糧バランスシートデータへの応用と用途）には以下の4種類をあげている。
1. Standardization of Food Balance Sheets（標準化した食品のバランスシート）
2. Import Dependency Ratio（IDR、輸入依存率）- 計算式：IDR　=（輸入:Imports　÷（生産:production　＋　輸入:imports　－　輸出:exports））×　100
3. Self-Sufficiency Ratio（SSR、自給率）- 計算式：SSR　=（生産:production　÷（生産:production　+　輸入:Imports　－　輸出:exports））×　100
4. Analysis of the Pattern of Per Caput Food Supply（食品供給のパターン分析）

## 主要国の食料自給率の推移
日本の農林水産省が推計した、1965年から2055年までの主要国の食料自給率は以下の通りである。これは経済統計のように各国がそれぞれ計算して発表したものではない。
| 国名                      | カナダ | オーストラリア | フランス | アメリカ | ドイツ | イギリス | イタリア | スイス | 日本 |
| ------------------------- | ------ | -------------- | -------- | -------- | ------ | -------- | -------- | ------ | ---- |
| 生産額ベース （2009年）   | 121%   | 128%           | 83%      | 92%      | 70%    | 58%      | 80%      | 70%    | 70%  |
| カロリーベース （2019年） | 233%   | 169%           | 131%     | 121%     | 84%    | 70%      | 58%      | 50%    | 38%  |

出典：農林水産省試算
| 国名           | 1965 | 1975 | 1985 | 1995 | 2005 | 2015 | 2025 | 2035 | 2045 | 2055 |
| -------------- | ---- | ---- | ---- | ---- | ---- | ---- | ---- | ---- | ---- | ---- |
| アメリカ       | 117  | 146  | 142  | 129  | 123  | 129  |      |      |      |      |
| カナダ         | 152  | 143  | 176  | 163  | 173  | 255  |      |      |      |      |
| ドイツ         | 66   | 73   | 85   | 88   | 85   | 93   |      |      |      |      |
| スペイン       | 96   | 98   | 95   | 73   | 73   | 83   |      |      |      |      |
| フランス       | 109  | 117  | 135  | 131  | 129  | 132  |      |      |      |      |
| イタリア       | 88   | 83   | 77   | 77   | 70   | 62   |      |      |      |      |
| オランダ       | 69   | 72   | 73   | 72   | 62   | 64   |      |      |      |      |
| スウェーデン   | 90   | 99   | 98   | 79   | 81   | 77   |      |      |      |      |
| イギリス       | 45   | 48   | 72   | 76   | 69   | 71   |      |      |      |      |
| スイス         | 32   | 32   | 47   | 66   | 57   | 51   |      |      |      |      |
| オーストラリア | 199  | 230  | 242  | 261  | 245  | 214  |      |      |      |      |
| 韓国           | －   | －   | －   | 51   | 45   | 43   |      |      |      |      |
| 日本           | 73   | 54   | 53   | 43   | 40   | 39   |      |      |      |      |

出典：農林水産省試算

各国の自給率の推移
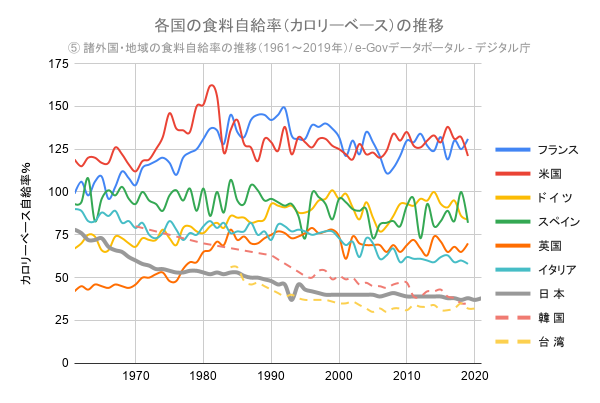
イタリア・韓国・日本が自給率低下、イギリスは第2次大戦後の食糧難から回復。米・仏は大農業国。
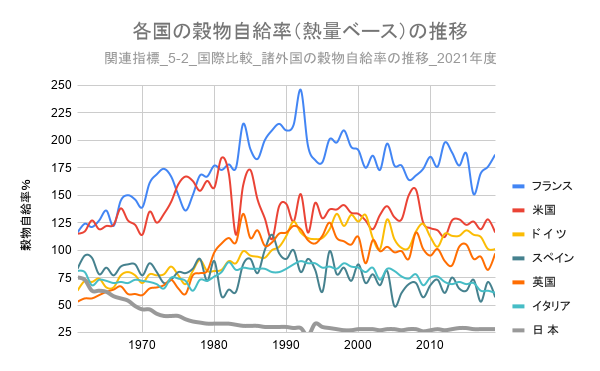
総合食料自給率では下降していたイタリアだが、穀物ではほぼ維持。英・独も穀物はほぼ自給自足。

## 地域別の食料自給率

### 日本の食料自給率

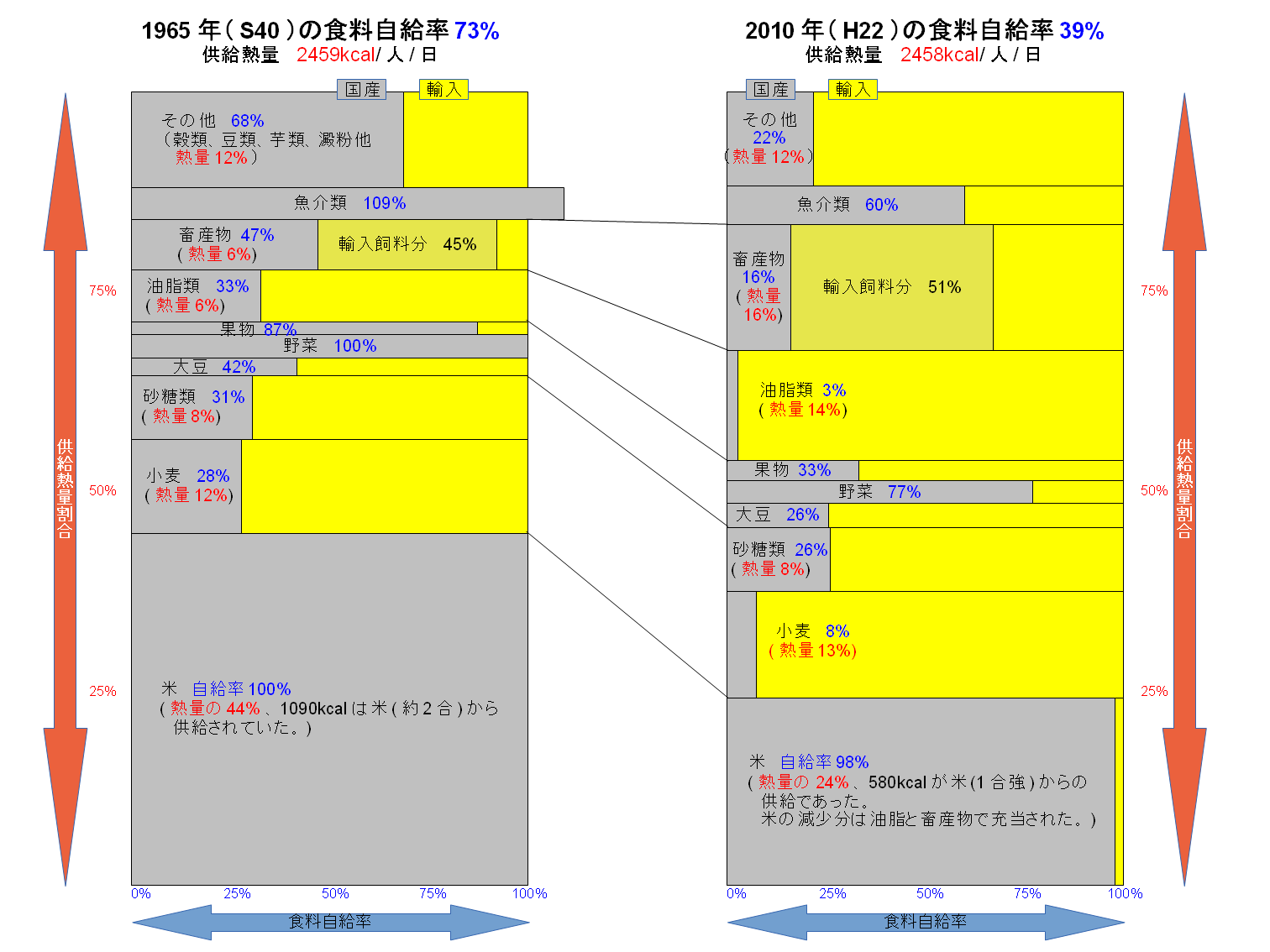
日本の食料自給率　1965年73% - 2010年39%
各食料に続く%値（青字）は自給率、括弧内の%値（赤字）は総供給熱量に対する割合。黄色の部分が輸入食料である。
2020年度は2010年度から品目別では多少の増減があるが食料自給率は37%に低下。なお輸入畜産飼料分はほぼトウモロコシと油かすである。

日本における2018年度の食料自給率は、カロリーベース総合食料自給率で37％（対前年度比1ポイント減。1965年度以降では1993年度とならぶ過去最低）、生産額ベース総合食料自給率で66％（前年度と同じ）だった。
2021年8月25日に農林水産省が発表した2020年度の食料自給率は、カロリーベースで前年度より0.38ポイント低い37.17％で、比較できる1965年以降で最低だった。生産額ベースでは前年度より1.68ポイント高い67.42％だった。
2022年8月5日、農林水産省は、2021年度の食料自給率を発表した。カロリーベースでは38％で2020年度の37％から微増した一方、生産額ベースでは63％で過去最低となった。
2023年8月7日、農林水産省は、2022年度の食料自給率がカロリーベースで38％だったと発表した。前年度と変わらず、低水準が続いている。生産額ベースは58％と前年度から5ポイント下がり、過去最低だった。
2024年8月8日、農林水産省は、2023年度の食料自給率がカロリーベースで3年連続の38％だったと発表した。生産額ベースでは、前年度比3ポイント増の61％となった。
2021年8月25日の農林水産省の発表によると、2020年度の食料自給率は、カロリーベースで前年度より0.38ポイント低い37.17％で、比較できる1965年以降で最低。生産額ベースでは前年度より1.68ポイント高い67.42％であった。品目別ではコメ98％、野菜76％、魚介類51％が高く、大豆21％、小麦15％、油脂類3％が低かった。
農林水産省の試算では、日本の2021年度の品目別自給率は次のとおりである。
| 品目           | 割合 |
| -------------- | ---- |
| 米             | 98%  |
| 小麦           | 17%  |
| 大麦・はだか麦 | 12%  |
| いも類         | 72%  |
| 豆類           | 8%   |
| 野菜           | 79%  |
| 果実           | 39%  |
| 肉類           | 53%  |
| 鶏卵           | 97%  |
| 牛乳・乳製品   | 63%  |
| 魚介類         | 57%  |
| 海藻類         | 69%  |
| 砂糖類         | 36%  |
| 油脂類         | 14%  |
| きのこ類       | 89%  |

2017年（平成29年）度の米、麦、とうもろこし等の穀類の日本国内の総需要（仕向量）は、3315.6万トンで国内生産は945万トン（総需要の29%）であった。総需要3315.6万トンの内訳は飼料用1452.3万トン（44%）、加工用492.6万トン（15%）、純食料1125.7万トン（34%）となっている。
2017年（平成29年）度の大豆など豆類では総需要397.4万トンに対し国内生産33.9万トン（9%）で、需要の内訳は飼料用8.1万トン（2%）、加工用26７万トン（67%）、純食料110.6万トン（28%）となっていた。
魚介類の総合自給率は54%と報告されているが、2010年度の国産漁獲は531万トンでその内訳は沿岸漁業129万トン、沖合漁業236万トン、遠洋漁業48万トン、海面養殖111万トン、内水面漁業8万トンとなっており、自給率の1割弱は遠洋漁業によるものである。食用魚介類のみでは自給率は若干高く2010年度は62%であった。2011年度の国産漁獲量は東日本大震災の影響もあり2010年度比で約1割減となった。
畜産物（肉類・卵類・牛乳・乳製品等）の自給率が高くなっているが、必要とする飼料用の穀類は4分の3は輸入に頼っており、輸入飼料による飼育分を輸入畜産物と見なすと、畜産物の自給率は16%（2010年度）である。
各都道府県の食料自給率（カロリーベース）では、100%を超える都道府県は北海道、青森県、岩手県、秋田県、山形県、新潟県のみである。北海道は192%と全国一の値を誇る。一方、一番低い東京都は、約1%となる。
また、穀物自給率は28%となっている。これは、173カ国・地域中124番目に高い数字（2013年時点）となっている。
クロス・マーケティングが実施した調査によると、日本国民の意識としては、8割の人が食料自給率を低いと感じている。

#### 低下の要因
| 牛肉 | 豚肉 | 鶏肉 | 鶏卵 |  | 大豆油 | なたね油 |
| 11kg | 7kg  | 4kg  | 3kg  |  | 5kg    | 2kg      |

4大穀物（米・小麦・トウモロコシ・大豆）のうち、小麦・トウモロコシ・大豆のほぼ全量を輸入に頼っていることが大きい。その背景には水稲が単位面積あたり収量が高いのに比して小麦・トウモロコシ・大豆はさほどでもなく、広大な農耕地の確保が収量単価引き下げに影響しやすいこと、日本の国土(山間部が多く大規模平野が少ない)･風土与件(温暖多雨)として単位収量の高い水稲栽培が適していた事など栽培収量の効率性に関する与件がある。また小麦・大豆・トウモロコシには連作障害の問題があり、水稲から転作した場合毎年おなじ作付けを行うことが出来ず、休耕か輪作（たとえば大豆ならイネ→大豆→根菜→イネが代表的）が必要となり、これが土地利用の制約条件となり海外穀物との比較劣位の要素となっており、また設備投資や農地改良の点で水耕稲作を選択させやすい要因にあげられる。
食事の洋食化や外食の増加、第二次世界大戦以降のアメリカによる小麦戦略の影響など、国民の食料消費品目の変化に、国内の農業が対応できなかったとの指摘がある。米の消費の減少に替わって畜産物や油脂の消費量が増大してきたが、肉類や卵など畜産業そのものの国内自給は必ずしも低くないものの、畜産物や油脂を生産するための大量の穀物や原料を輸入に頼る点が大きい。人口に対して国土が狭いという日本の条件のため畜産物と油脂の消費の増加についていけない。主要先進国でも日本ほど食事の変化した国はない。飼料自給率の低さ（1980年代以降、20%台で推移。2005年時点で25%）が、畜産製品の自給率に影響を与えている。畜産の飼料輸入は、自給率を低くする要因となっている。畜産物・油脂のほかに輸入に依存している割合が多い食料は、小麦や砂糖である。
日本の農産物の関税率については、高関税品目の割合は1割であるが、9割の品目は極めて低関税であるため全体としては欧米諸国と比較して低い関税率となっている。その結果として、日本の食料市場におけるカロリーベースの海外依存度が6割を占めるという、高い対外開放度を実現している。農産物への補助金については、日本の国内補助金はEUやアメリカより小さく、輸出補助金も実質的な補助金も含め多用している欧米輸出国に対して、日本では輸出補助金ゼロとなっており、高品質をセールスポイントとして補助金に依存しない形での輸出の増加を目標としている。また、日本は低関税率、輸出補助金ゼロ、価格支持政策が廃止、という保護水準の低さにより低自給率となっているのに対し、高自給率の欧米諸国は、高関税、農家への直接支払い、輸出補助金、価格支持政策の組み合わせによる政府からの保護により高自給率となっている。ちなみに、農業所得に占める政府からの直接支払いの割合は、フランスでは8割、スイスの山岳部では100%、アメリカの穀物農家は5割前後というデータがあるのに対し、日本では16%前後（稲作は2割強）となっている。
また大量に輸入して大量に捨てていることも問題である。現代人が好む揚げ物では調理に使われる油脂はカロリーベースで２割以上が廃油として廃棄ないし再処理されている。廃棄物学の専門家である高月紘によれば、生ゴミのうち食べることが可能な部分が捨てられたものは、2002年では38.8%を占めていた。買ったままの状態で捨てられていたのは11%で、その6割が賞味期限の前に捨てられていた。外食産業では、宴会や披露宴、宿泊施設での食べ残しが13～22.5%と多い。

#### 食料自給率引き上げ反対論

##### カロリーベースへの批判
雑誌「農業経営者」によれば、カロリーベースで見た日本の食料自給率の低さが問題とされ、多くの日本国民の心配事となっているが、この自給率推計には以下の多くの問題点があると指摘されている。日本が低いと騒がれているのは、世界では用いない『カロリーベースでの自給率』であり、農業政策の指標とするのは無意味との指摘もある。
1. カロリーベース総合食料自給率は、分母が日本国民に供給されている食料の全熱量合計であり、分子が日本産で賄われた熱量で計算される。日本国民が健康を維持する上で必要なカロリーではなく、輸入も含め国民に供給されている食料の全熱量合計であるため、日本国内の農業生産が変わらなくても、輸入が減ると自動的に自給率が上昇することとなる。輸入が途絶えると一部の輸入品が不足するが、食料自給率は計算上100％となる[28]。
2. 分子の計算は畜産物については、日本産であっても飼料を自給している部分しかカロリーベースの自給率には算入しないこととしている。しかし、畜産に飼料が必要なように、穀物野菜果物の生産に肥料が欠かせないのだが、この肥料の自給率は一切考慮されていない。農家の経営を効率化させるために、稲作から果実や野菜などに転作した場合、園芸作物は一般にカロリーが低いため、農家総収入が増える場合でもカロリー自給率は低下する[28]。
3. 上記「主要国の食料自給率」でも取り上げたが、各国の自給率は日本の農林水産省が独自に推計したものであり、日本を除く海外諸国は、カロリーベース総合食料自給率の計算をしていない。雑誌「農業経営者」がこの計算方法について農林水産省に取材したところ、「食料安全保障の機密上出せない」との回答があったという[28]。また、分母の「国民1人1日当たりの供給カロリー」とは、国産供給カロリー+輸入供給カロリー（ともに可食部）をもとに日本の人口で除することで算定されているが[29]、現実の食卓では「小売店の店頭にならびながら」「食卓にのぼりながら」廃棄されてしまう食材量（カロリー）が相当数にのぼり、廃棄した食品が多ければ多いほど食料自給率が低くなるような仕組みとなっている[28]。実際、廃棄されている食材は、年間900万トンに及び、食料自給率の計算の分母となる供給カロリーは2573kcal（2005年）であるが、日本人が一日に摂取する平均カロリーは1805kcalであり、それ以外の768kcalは、食べられることなく廃棄されている。分母を摂取カロリーとして食料自給率を「国民1人1日当たりの国産供給カロリー（1013kcal）÷国民1人1日当たりの供給カロリー」として計算しなおすと日本の食料自給率は56%である[注釈 3]。

以上の点から、日本の食料自給率が国際的に本当に低いのか疑問が残ると結論を出している（高い食品廃棄率の原因として、品質の過度の追求、具体的には外見に重きを置きすぎる品質基準や、賞味期限に過敏すぎる消費者の目が挙げられている）。
経済学者の野口悠紀雄は、カロリーベースの食料自給率向上は、政策として無意味であると主張している。現代日本農業では、生産物の移動、飼料、生育環境の構築等に原油 が絶対的に必要であり、エネルギー自給率が4%しかないのに、摂取する食物だけを評価の対象とするカロリーベースの自給率を向上させたとしても、日本国内でエネルギー自給が著しく低い以上、無意味であるというのが、その論拠であるとしている。この論拠は、原油が国際紛争の手段として禁輸される可能性があるのに対し「国際紛争の手段として食料禁輸措置が採られることはありえない」という認識に基づいているとしている。

##### 安定供給への批判
2024年6月14日、食料供給困難事態対策法が成立した。食料危機の際、政府が農家に増産などを求められるようにする。施行は1年以内。コメや小麦などが大幅に不足する場合、政府は農家や販売者らに対し、生産や販売に関する計画の策定・提出を指示でき、従わない場合は20万円以下の罰金を科す。増産の要請に応じた農家らに補助金などで支援する。
食料の安定供給と食料自給率との関係にも疑問が提示されている。たとえば2008年度中に食糧暴動のあった国と、穀物自給率はほぼ無関係である。また日本の歴史においては飢饉にもっとも弱いのは、天候不順に直撃された自給性の強い農村であり、都市部や、農村部でも商品作物に依存する村では、金を持っているのでそれほど食料には困らなかったという研究がある。現代にあっても飢饉にさらされるのは主として農民であって、より広い地域からの食糧調達が可能な都市民はそれほどでもない。
三菱総合研究所政策・研究センターは「1億人を超える人口の食料を日本国内だけで確保することは容易ではない。輸入相手国の多様化、輸入相手国との良好な外交関係の構築も重要である」と指摘している。経済学者の竹中平蔵は「『食料安全保障』は、食料自給率を高めることだけとは限らない。食料自給率を保ちながら、食料調達先の分散化・多元化を図っておくことが重要である。また、エネルギーが無ければご飯も炊けなくなるため、エネルギーの多元的な確保が必要である」と指摘している。

##### 経済面での批判
国外からの食料供給が途絶えたら国民が飢えるため食料自給率を向上させなければならないとする意見がある一方で、食料自給率を重視するあまり農業を保護し過ぎると国民のためにならないという意見がある。
食料自給率と農家の利益は必ずしも一致する状況にはなく、例えば日本で食料自給率の高い牛乳（生乳）、主食用米（共に日本では100%に近い数値）は、2019年からの新型コロナウイルス感染症の世界的流行で需要が落ち込んだ際に供給過多になったことで、農家が経営困難に陥った。
また、戦争などが起きた場合に備えて、食料自給率を維持しなくてはならないという議論がある。
農学者の川島博之は、日本人が食料自給率を問題視するのは太平洋戦争時の飢餓とオイルショックのトラウマがあるからだと指摘している。
経済学者の観点から、経済学者の若田部昌澄は「『食料自給率の向上』は比較優位に逆行している」と指摘している。経済学者の田中秀臣は「海外から輸入で安く手に入るのに、わざわざ日本人を多く雇い割高な農産物をつくって自給率を高めるというのは経済的にナンセンスである」と指摘している。

### 日本以外
イギリスの食料自給率
イギリスでは環境・食料・農村地域省が金額ベースの食料自給率を公表している。環境・食料・農村地域省の統計によれば2012年の金額ベースの食料自給率は62%（暫定値）であった。
スイスの食料自給率
スイスでは連邦農業庁がカロリーベース、金額ベース、品目別の食料自給率を公表している。連邦農業庁の統計によれば2021年のカロリーベースの純食料自給率（輸入飼料を考慮した数値）は50%であった。
ノルウェーの食料自給率
ノルウェーでは農業省の研究機関であるノルウェー農業経済研究所がカロリーベースの食料自給率を公表している。ノルウェー農業経済研究所の統計によれば2021年のカロリーベースの純食料自給率（輸入飼料と輸出を考慮した数値）は47%であった。
韓国の食料自給率
韓国では農林水産食品部がカロリーベース、品目別、主食用穀物、穀物の食料自給率の政策目標を設けている。
また、韓国農村経済研究院がカロリーベースの食料自給率を公表している。韓国農村経済研究院の統計によれば2021年のカロリーベースの食料自給率は31%であった。
中国の食料自給率
中華人民共和国では「国家食料安全保障中長期計画要綱」で穀物の食料自給率の政策目標を設けている。
また、中華人民共和国農業部が穀物自給率を公表している。農業部の統計によれば、2012年の穀物自給率は98%であった。
台湾の食料自給率
中華民国（台湾）では、行政院農業委員会が供給熱量ベースの食料自給率の政策目標を設けている。
また、行政院農業委員会は供給熱量ベース、金額ベース、品目別の食料自給率を公表している。行政院農業委員会の統計によれば2012年の供給熱量ベースの純食料自給率（輸入飼料を考慮した数値）は32%であった。金額ベースは不明。
ロシアの食料自給率
ロシアでは「ロシア連邦食料安全保障ドクトリン」で品目別の食料自給率の政策目標を設けている。

## 肥料・飼料の自給率
食料を得るためには、植物に肥料、動物に飼料を与えないとならないわけであるが、日本の場合は多くを海外からの輸入に頼っている。日本の国土は大半が火山質でリン酸吸収係数が高く、また雨が多いため酸性土壌に傾きやすく、リン酸肥料やカルシウム肥料等を施肥しなければ商業栽培に適さない農地が多い。日本の食料自給率を考える上で肥料の観点が無視することができない要因である。また家畜用の輸入穀物飼料は現在では大半がトウモロコシと油かすであり、これも海外からの輸入に大きく依存している。
肥料
植物が成長するのに必要な栄養素のほとんどを海外に頼っている。
- リン ー リン鉱石は中国やヨルダンなどから全量輸入、リン酸アンモニウムもアメリカと中国などに頼っている。下水から回収する試みを行っている。
- カリウム ー ほとんどをカナダなどから輸入している。
- 窒素 ー ハーバー・ボッシュ法で生産できるが多くのエネルギーが必要であり、そのエネルギーに石油から得られるナフサや天然ガスが用いられる。石油も天然ガスも、ほとんどを海外に頼っている。鶏糞肥料などが普及しているが、リン酸を補給する目的で過剰施肥すると窒素過多で「つるぼけ」につながる問題がある。

飼料
畜産に必要な飼料は人間が食べる食料と競合する。また、飼料も植物から得られるため肥料自給率の影響を受ける。
- 粗飼料 ー 昭和50年代は100％であったものの徐々に低下。人間が食べないものなど栄養価が低い藁・牧草などを含む諸食糧
- 濃厚飼料 ー 国内自給率は10％台。主に穀物などで人間が食べるものと競合する。